# Eric Johnson (skådespelare)
Eric Johann Johnson, född 7 augusti 1979 i Edmonton i Alberta, är en kanadensisk skådespelare, känd för bland annat rollen som Flash Gordon i TV-serien med samma namn, Whitney Fordman i superhjälteserien Smallville, Luke Callaghan i polisdramat Rookie Blue och Jack Hyde i filmserien om Fifty Shades (två av tre filmer). År 2022 spelade han även rollen som polissheriffen Tom Beasley i HBO Max-serien Pretty Little Liars: Original Sin.

## Filmografi (i urval)

### Film
- 1994 – Höstlegender
- 1999 – Atomic Train
- 2001 – Texas Rangers
- 2004 – Ginger Snaps 2: Unleashed
- 2017 – Fifty Shades Darker
- 2018 – Fifty Shades Freed
- 2018 – A Simple Favor

### TV
- 2001–2004 – Smallville (TV-serie)
- 2006 – Criminal Minds (TV-serie) (även 2013)
- 2006 – Död zon (TV-serie)
- 2007 – Ghost Whisperer (TV-serie)
- 2007 – The Unit (TV-serie)
- 2007–2008 – Flash Gordon (TV-serie)
- 2010–2013 – Rookie Blue (TV-serie)
- 2010 – Supernatural (TV-serie)
- 2012 – Alcatraz (TV-serie)
- 2013 – Orphan Black (TV-serie) (även 2017)
- 2014 – Saving Hope (TV-serie)
- 2014–2015 – The Knick (TV-serie)
- 2019 – Hudson & Rex (TV-serie)
- 2020 – Vikings (TV-serie)
- 2021 – Amerikanska gudar (TV-serie)
- 2022 – Pretty Little Liars: Original Sin (TV-serie)